# Associazione Sportiva Pro Gorizia 1948-1949
Questa voce raccoglie le informazioni riguardanti l'Associazione Sportiva Pro Gorizia nelle competizioni ufficiali della stagione 1948-1949.

## Rosa
| N. |                   | Ruolo | Calciatore        |
| -- | ----------------- | ----- | ----------------- |
|    | Italia (bandiera) | C     | Marino Bergamasco |
|    | Italia (bandiera) | P     | U. Bertolissi     |
|    | Italia (bandiera) | A     | R. Brancolini     |
|    | Italia (bandiera) | A     | G. Brumat         |
|    | Italia (bandiera) | C     | Sebastiano Buzzin |
|    | Italia (bandiera) | P     | Eldino Danelutti  |
|    | Italia (bandiera) | A     | A. Famea          |
|    | Italia (bandiera) | A     | E. Fedel          |

| N. |                   | Ruolo | Calciatore       |
| -- | ----------------- | ----- | ---------------- |
|    | Italia (bandiera) | A     | Frediano Freschi |
|    | Italia (bandiera) | A     | M. Giacconi      |
|    | Italia (bandiera) | C     | Erminio Marussi  |
|    | Italia (bandiera) | D     | Silvano Moro     |
|    | Italia (bandiera) | C     | Bruno Orzan      |
|    | Italia (bandiera) | A     | Mario Zanello    |
|    | Italia (bandiera) | D     | Renato Toso      |
|    | Italia (bandiera) | A     | A. Vrech         |